# Arc de Marc Aurèle (Markouna)
Pour les articles homonymes, voir Arc de Marc Aurèle.
L'Arc de Marc Aurèle (ou arc de triomphe de Markouna) est un arc de triomphe antique, situé sur la commune de Tazoult, dans la wilaya de Batna, en Algérie.

## Histoire
L'arc est situé au nord-est des ruines de l'antique Verecunda (Markouna), à environ 3 km de Lambèse dont elle était un faubourg puis un pagus ou une civitas, avant de s'en émanciper ainsi qu'en atteste l'édification de cet ouvrage monumental. L'arc porte deux dédicaces à l'empereur Marc Aurèle par la respublica Verecundensium, datées de 172, lorsque l'empereur était représenté dans la province de Numidie par le légat de légion Aemelius Macer Saturnius, alors responsable de la Legio III Augusta. Un deuxième arc de triomphe similaire à celui-ci se trouve non loin, sur la route allant vers de Timgad. 
L'arc de triomphe a été classé parmi les sites et monuments historiques algériens conformément à l’article 62 de l’ordonnance N° 67-281 du 20 décembre 1967.

## Description
La baie, large de 3,62 m et qui pouvait être fermée — comme en témoignent les mortaises creusées de chaque côté de l'ouverture — est flanquée sur chaque face, à droite et à gauche, d'un pilastre que précédait une colonne ; plus loin, un simple pilastre fait une saillie à l'extrémité du pied-droit. Les colonnes ont disparu ; l'arcade, décorée d'archivoltes, subsiste ainsi qu'une partie de l'entablement et de l'attique. La frise est relativement élevée et se compose de deux assises de pierre. 